# Europäische Sportakademie Land Brandenburg
Die Europäische Sportakademie Land Brandenburg (kurz ESAB) ist eine anerkannte Bildungseinrichtung, die als Hauptgeschäftsfeld die Aus-, Fort- und Weiterbildung für Sport, Fitness und Gesundheit sieht und ihren Sitz in Potsdam hat. Sie verpflichtet sich den Ideen und Zielen einer europäischen Sportentwicklung. Weitere Unternehmensbereiche sind die Berufsausbildungen zur/zum staatlich geprüften Sportassistenten/in und zur/zum staatlich anerkannten Erzieher/in sowie ein Studium an der Fachhochschule für Sport und Management Potsdam.

## Unternehmensbereiche
Die ESAB bietet Möglichkeiten der Aus- und Fortbildung im organisierten Sport. Durch das Teilnehmen an Lehrgängen können DOSB-Lizenzen für Übungsleiter, Trainer, oder Vereinsmanager erworben werden. Das Lehrangebot reicht von der Grundausbildung über die Fortbildung bis zur beruflichen Bildung und Hochschulstudium.

### Bildungsprogramm

#### Ausbildung
Die „Europäische Sportakademie Land Brandenburg“ bietet Lehrgänge der 1. und 2. Lizenzstufe DOSB Übungsleiter/Vereinsmanager, der 3. Lizenzstufe Übungsleiter/Vereinsmanager (Landeslizenz LSB), Zertifikatsausbildungen sowie einige Sport-Camps an.

#### Fortbildung
Die angebotenen Fortbildungslehrgänge können unter folgen Rubriken gewählt und mit Zertifikaten der „Europäischen Sportakademie Land Brandenburg“ abgeschlossen werden.
- Bewegung gesund gestalten
- Bewegung und Gesundheit
- Rhythmus und Bewegung
- Schule-Leistungssport-Verbundsystem
- Sport, Spiel und Spaß
- Vereins- und Verbandsmanagement

Die Zertifikatsausbildungen sind ebenfalls zur Lizenzverlängerung der DOSB-Lizenzen anerkannt.
Die Europäische Sportakademie Land Brandenburg stellt für den organisierten Sport in Brandenburg seit November 2021 das Buchungsportal www.sportland-bildung.de zur Verfügung. Hierüber können brandenburgische Inhaber einer Lizenz des Deutschen Olympischen Sportbundes (DOSB) sowie Sportinteressierte Lehrgänge der Kreis- und Stadtsportbünde, der Brandenburgischen Sportjugend sowie der Landesfachverbände buchen.

### Studium
Mit dem dualen Studium an der Fachhochschule für Sport und Management Potsdam werden die Studenten zum Abschluss Bachelor of Arts geführt. In den dreijährigen, kostenpflichtigen Studiengängen können grundlegendes Fachwissen in der Studienrichtung sowie spezielle weiterführende Kenntnisse im jeweiligen Studienschwerpunkt erworben werden. Die Fachhochschule und die angebotenen Studiengänge sind staatlich anerkannt und vom Wissenschaftsrat und der FIBAA akkreditiert.
Das Modell der dualen Ausbildung der Fachhochschule für Sport und Management Potsdam (kurz FHSMP) bietet die Möglichkeit, ein Studium und eine Berufsausbildung zu absolvieren. Je nach Studienschwerpunkt bzw. -spezialisierung sind zudem verschiedene Berufsausbildungen wie "Sportfachmann/-frau (IHK)", "Gesundheitskaufmann/-frau (IHK)" oder "Staatlich anerkannte/r Physiotherapeut/in" enthalten sowie Lizenzen und andere sportverbandliche Qualifikationen in das Studium integriert. Das Studienangebot der Fachhochschule für Sport und Management Potsdam umfasst derzeit die Studiengänge Angewandte Sportwissenschaft und Management. Studierende des Studiengangs Sport können zwischen den dualen Studienspezialisierungen „Leistungs- und Wettkampfsport“, „Gesundheitssport und Prävention“, "Bewegungs- und Sportpädagogik" sowie "Physiotherapie und Gesundheitssport" wählen. Zudem kann die Studienspezialisierung "Physiotherapie und Gesundheitssport" auch berufsbegleitend studiert werden. Im Studiengang Management werden die dualen Profilausrichtungen Sportmanagement, Gesundheitsmanagement und "Kommunikation und digitale Medien im Sport" angeboten.
Die Organisation und der didaktische Ansatz des Studiums sind im Wesentlichen auf Formen und Methoden des Projektlernens ausgerichtet. Nach dem Prinzip des „Lernens und Studierens am Projektauftrag“ werden mit Praxisbezug betriebliche Führungs- und Planungstätigkeiten sowie berufstypische Leitungsprozesse in Form von realen Projektaufträgen bzw. Planspielen und Fallbeispielen vorbereitet, durchgeführt und ausgewertet. Wissenschaftliche Erkenntnisse werden erarbeitet und für die Projektarbeit ausgewertet. Berufstypische Planungs- und Arbeitsmethoden ergänzen die theoretische und praktische Auseinandersetzung mit berufsbezogenen Frage- und Problemstellungen. Die Leitung und Steuerung der Lernprozesse erfolgt über die Fachhochschule im Zusammenwirken mit Berufspraktikern, Unternehmen und Institutionen der Sport-, Freizeit- und Gesundheitsbranchen.
Das Studium wird in der Lernform Blended Learning organisiert, das heißt in einer Mischung aus Präsenz- und Onlinephasen E-Learning. Hierzu stehen den Studierenden eine speziell dafür eingerichtete Lernplattform mit entsprechenden Materialien, Arbeits- sowie Kommunikationsmöglichkeiten zur Verfügung. Dieses Konzept wurde ursprünglich entwickelt, um Leistungs- und Nachwuchsleistungssportlern/-innen neben einer Karriere im Hochleistungssport die Möglichkeit eines Studien- und Berufsabschlusses zu bieten.

### Berufsausbildung
- Ausbildung zur/zum Fitness- und Gesundheitstrainer/in inkl. Berufsausbildung zur/zum staatlich geprüften Sportassistent/in: Es ist eine kostenpflichtige, zweijährige Ausbildung mit integrierten Lizenzen und Zusatzqualifikationen. Die ESAB bietet diese Berufsausbildung zum einen an der Beruflichen Schule für Sport und Gesundheit Potsdam[10] und zum anderen an der Beruflichen Schule für Sport und Soziales Lindow[11] an. An beiden Standorten ist der Erwerb der Fachhochschulreife möglich.
- Ausbildung zur/zum staatlich anerkannten Erzieher/in: Die dreijährige Ausbildung erfolgt im dualen System. Die angehenden Erzieher[12] erlangen ihr theoretisches Wissen an zwei Tagen in der Beruflichen Schule und setzen diesen an drei Tagen in einer Einrichtung in die Praxis um. Durch die Profilausrichtung „Gesundheit, Ernährung und Bewegung“ erlangen die Auszubildenden Sport als Kompetenz zur Unterstützung der pädagogischen Arbeit.

## Partner der ENDAS
Die ESAB ist seit 1999 Mitglied im Europäischen Netzwerk der Akademien des Sports. In diesem arbeiten 19 Organisationen aus Polen, Niederlande, Belgien, Luxemburg, Frankreich, Schweden und Deutschland in europäischen Fragen eng zusammen.

## Bildungseinrichtungen

### Fachhochschule für Sport und Management Potsdam
Bildungsdienstleister der Fachhochschule ist die Europäische Sportakademie. Im Zentrum der beruflichen Tätigkeit der Absolventen steht die Durchführung sportlichen Bewegungshandels unter den Perspektiven Leistung, Gesundheit, Erlebnis und Körpererfahrung sowie das Management von Bereichen des Sports und der Wirtschaft.

### Berufliche Schule für Sport und Gesundheit Potsdam
In der Beruflichen Schule für Sport und Gesundheit wird das Berufsbild „Staatlich geprüfte/r Sportassistent/in“ ausgebildet, mit der Möglichkeit die Fachhochschulreife zu erwerben. Die Schule ist ein Teil des Sportsystems im Land Brandenburg. Die Schwerpunkte der Ausbildung liegen im Bereich Sport- und Gesundheitsmanagement, oder im Fitnesssport und -managementbereich.

### Berufliche Schule für Sport und Soziales Lindow
An der Beruflichen Schule für Sport und Soziales werden die Berufe staatlich geprüfte/r Sportassistenten/in sowie der staatlich anerkannte/r Erzieher/in ausgebildet. Die Ausbildung zum Sportassistenten kann unter dem Profil Fußball oder Gesundheit & Fitness absolviert werden. Die Ausbildung des staatlich anerkannten Erziehers bietet das Profil Bewegung und Sport.